# Montancy
Montancy település Franciaországban, Doubs megyében. Lakosainak száma 119 fő (2022. január 1.). Montancy Haute-Ajoie, Burnevillers, Glère, Clos du Doubs és Fontenais községekkel határos.

## Népesség
A település népességének változása:
| Lakosok száma | 146  | 122  | 137  | 141  | 153  | 149  | 141  | 126  | 122  | 119  |
|               | 1968 | 1982 | 1990 | 2006 | 2013 | 2015 | 2017 | 2019 | 2020 | 2022 |